# Kevin Kline
Kevin Kline (født 24. oktober 1947 i St. Louis i Missouri, USA) er en amerikansk Oscar- og Tony-prisvindende teater- og filmskuespiller.
Han vandt en Oscar i kategorien bedste mandlige birolle for sin rolle som "Otto" i filmen Fisken de kaldte Wanda (A Fish Called Wanda) fra 1988.
Kline har en søn som også er skuespiller, Owen Kline, kendt for sin hovedrolle i filmen The Squid and the Whale fra 2006.

## Filmografi
- Sophie's Choice (1982) Nathan
- The Pirates of Penzance (1983) The Pirate King
- The Big Chill (1983) Harold
- Silverado (1985) Paden
- Cry Freedom (1987) Donald Woods
- Fisken de kaldte Wanda (1988) Otto West
- I Love You to Death (1990) Joey Boca
- Soapdish (1991) Jeffery Anderson/Dr. Rod Randall
- Grand Canyon (1991) Mack
- Consenting adults (1992) Richard Parker
- Chaplin (1992) Douglas Fairbanks
- Dave (1993) Dave Kovic/President William Harrison 'Bill' Mitchell
- The Nutcracker (1993) Narrator
- Princess Caraboo (1994) Frixos
- French Kiss (1995) Luc Teyssier
- Klokkeren fra Notre Dame (1996) Captain Phoebus
- The Ice Storm (1997) Ben Hood
- Fierce Creatures (1997) Vince McCain/Rod McCain
- In & Out (1997) Howard Brackett
- A Midsummer Night's Dream (1999) Nick Bottom
- Wild Wild West (1999) U.S. Marshal Artemus 'Artie' Gordon
- The Road to El Dorado (2000) Tulio
- The Anniversary Party (2001) Cal Gold
- Life as a House (2001) George Monroe
- The Emperor's Club (2002) William Hundert
- De-Lovely (2005) Cole Porter
- The Pink Panther Chief Inspector Dreyfus
- A Prairie Home Companion (2006) Guy Noir
- As You Like It (2006) Jaques
- The Conspirator (2010) Edwin M. Stanton
- Venskab med fryns (2011) Alvin
- Last Vegas (2013) Sam
- Min lejlighed i Paris (2014) Mathias Gold